# Paul Romer
Paul Michael Romer (Denver, 6 de novembro de 1955) é um economista estadunidense. Recebeu o Prêmio de Ciências Econômicas em Memória de Alfred Nobel de 2018, juntamente com William Nordhaus.

## Publicações selecionadas
- "Growth Cycles", with George Evans and Seppo Honkapohja (American Economic Review, June 1998). JSTOR 116846
- "Preferences, Promises, and the Politics of Entitlement" (Individual and Social Responsibility: Child Care, Education, Medical Care, and Long-Term Care in America, Victor R. Fuchs (ed.), Chicago: University of Chicago Press, 1995).
- "New Goods, Old Theory, and the Welfare Costs of Trade Restrictions," Journal of Development Economics, No. 43 (1994), pp. 5–38.
- "Looting: The Economic Underworld of Bankruptcy for Profit" with George Akerlof (Brookings Papers on Economic Activity 2, William C. Brainard and George L. Perry (eds.), 1993, pp. 1–74). JSTOR 2534564
- "Economic Integration and Endogenous Growth," with Luis Rivera-Batiz (Quarterly Journal of Economics CVI, May 1991, pp. 531–55). JSTOR 2937946
- "Endogenous Technological Change" (Journal of Political Economy, October 1990). JSTOR 2937632
- "Increasing Returns and Long Run Growth" (Journal of Political Economy, October 1986). JSTOR 1833190
- "Cake Eating, Chattering and Jumps: Existence Results for Variational Problems" (Econometrica 54, July 1986, pp. 897–908). JSTOR 1912842